# Józef Mikołaj Potocki
Józef Mikołaj Kazimierz Marian Alfred Jakub  Potocki (ur. 8 września 1862 we Lwowie, zm. 25 sierpnia 1922 w Montrésor we Francji) – hrabia, polski ziemianin, podróżnik, kolekcjoner książek, poseł do rosyjskiej Dumy Państwowej w 1906, szambelan rosyjski od 1891, kamerjunkier od 1888, szambelan austriacki od 1886.

## Życiorys
Był synem Alfreda (1817–1889), ordynata łańcuckiego, namiestnika Galicji) i Marii z Sanguszków (1830–1903), wnukiem Romana Stanisława Sanguszki (uczestnika powstania listopadowego, zesłańca, działacza społecznego), prawnukiem Jana Potockiego (pisarza i archeologa, autora Rękopisu znalezionego w Saragossie) oraz Eustachego Sanguszki (generała, posła na Sejm Czteroletni). Do 1880 pobierał nauki w domu rodzinnym, w latach 1881–1885 studiował prawo na Uniwersytecie Franciszkańskim we Lwowie.

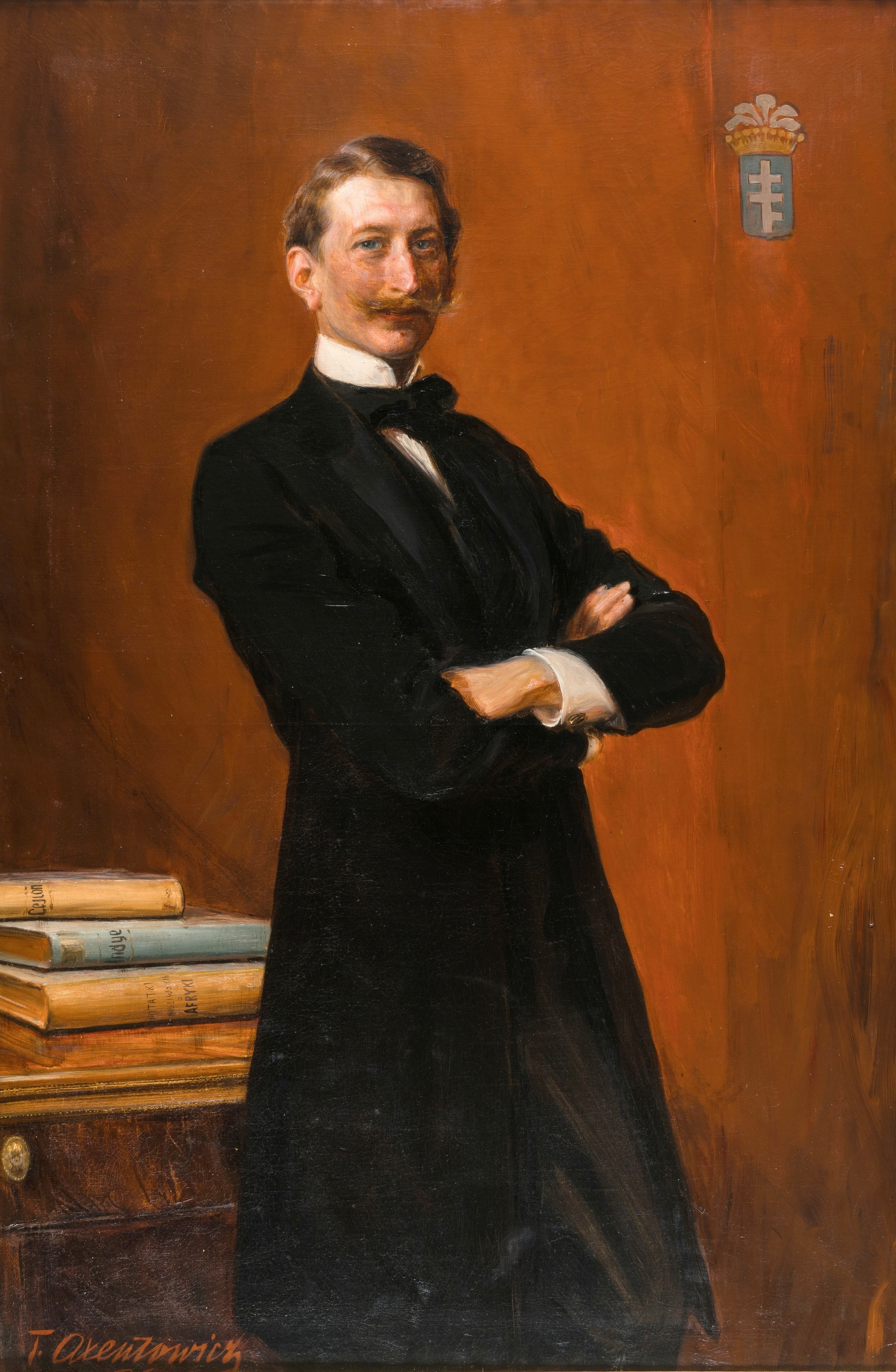
Teodor Axentowicz - Portret Józefa Potockiego, ok. 1890

Odziedziczył, głównie po swojej matce Marii z Sanguszków, ogromne dobra ziemskie w Smołdyrowie, Antoninach i Szepetówce na Wołyniu - w sumie ok. 63 000 ha ziemi. Przejął także i odnowił pałac przy Krakowskim Przedmieściu w Warszawie. W swoich dobrach pracował nad podniesieniem poziomu gospodarczego - budował cukrownie, uwłaszczał chłopów, zakładał gospodarstwa rolne, leśne i rybne, przeprowadził kolej. Wspierał polskie szkolnictwo, był fundatorem kościołów. Założył w Antoninach hodowlę koni angielskich i angloarabskich oraz znany zwierzyniec „Pilawin” w dobrach piszczowskich, zniszczony w 1917 przez wojska rosyjskie, w którym organizował polowania dla angielskich myśliwych. W latach 1896–1901 był wiceprezesem Towarzystwa Rolniczego Kijowskiego, a 1906–1907 pełnił mandat poselski do I Dumy Państwowej, reprezentując gubernię wołyńską.
Na początku XX wieku posiadał majątki na obszarze południowego Podkarpacia: Dołżyca, Duszatyn, Komańcza, Mików, Polany Surowiczne, Posada Dolna, Posada Górna, Prełuki, Rudawka Rymanowska, Rymanów, Tarnawka, Wołtuszowa, Zawoje. Dzięki swoim koneksjom na dworze rosyjskim uzyskał w 1913 roku zatwierdzenie dwóch ordynacji dla swoich synów: antonińskiej (ok. 25 000 ha) dla syna Romana oraz koreckiej (ok. 24 000) dla syna Józefa. Większość z tych dóbr pozostała po traktacie ryskim poza granicami II Rzeczypospolitej - jego majątki skurczyły się w konsekwencji do ok. 3500 ha.
22 stycznia 1904 został wybrany delegatem oddziału Towarzystwa Gospodarskiego Ziemi Sanockiej na radę ogólną we Lwowie. Opiekował się księgozbiorem sławuckim Sanguszków, który znacznie powiększył; w pałacu w Antoninach zgromadził około 20 tysięcy tomów oraz liczne dzieła sztuki, częściowo zniszczone w czasie I wojny światowej i wojny polsko-rosyjskiej. Po wydarzeniach wojennych Potocki przewiózł zbiory do pałacu warszawskiego, gdzie po latach uległy zniszczeniu w czasie powstania warszawskiego. Był inicjatorem utworzenia archiwum rodzinnego Potockich oraz wydawania monografii dóbr Potockich. Przyczynił się do powiększenia kilku bibliotek wołyńskich, m.in. biblioteki rolniczej i cukrowniczej w Szepetówce.
Jako pierwszy Europejczyk dotarł do Senaar nad Nilem Błękitnym. Ogłosił kilka książek podróżniczo-myśliwskich, m.in. Notatki myśliwskie z Dalekiego Wschodu. Indye, Ceylon (1894, dwa tomy), Notatki myśliwskie z Afryki. Somali (1897), Nad Nilem Niebieskim (1902). Zasłużył się dla Towarzystwa Naukowego Warszawskiego; ofiarował towarzystwu dom przy ul. Kaliksta 8 (później ul. Śniadeckich), był kuratorem Komisji Pracowni Naukowych oraz protektorem TNW. W 1911 został członkiem honorowym Towarzystwa Naukowego Warszawskiego.
Zmarł wskutek obrażeń odniesionych w wypadku samochodowym.

## Rodzina
W zawartym w 1892 roku małżeństwie z Heleną z książąt Radziwiłłów (1874–1959) miał dwóch synów: Romana Antoniego (1893–1971) oraz Józefa Alfreda (1895–1968) dyplomatę.